# Jindřich Reitmayer
Jindřich Reitmayer (8. prosince 1924, Praha – 19. ledna 1993) byl československý hokejový útočník. V civilním životě byl primářem tuberkulozní léčebny v Novém Smokovci.

## Hokejová kariéra
Reprezentoval Československo 24. února 1946 v utkání se Švédskem v Praze. Gól v utkání nedal. Na klubové úrovni hrál za ŠK Bratislava/Sokol NV Bratislava a HC Tatry Poprad.